# Sant'Ignazio di Antiochia (församling)
Sant'Ignazio di Antiochia är en församling i Roms stift, belägen i quartiere Appio Claudio i sydöstra Rom och helgad åt den helige martyren Ignatius av Antiochia. Församlingen upprättades den 18 september 1952 av kardinalvikarie Clemente Micara genom dekretet Quotidianis curis. 

Församlingen förestås av stiftspräster.
Till församlingen Sant'Ignazio di Antiochia hör följande kyrkobyggnader och kapell:
- Sant'Ignazio di Antiochia, Via Squillace 3
- San Giuseppe a Dragona, Via Ippolito Desideri 94
- Sant'Elisabetta delle Bigie, Via di Santa Cornelia km 3

## Institutioner inom församlingen
- Istituto "San Giuseppe"
- Istituto «Sant'Elisabetta»
- Casa «Santa Maria» (Suore Compassioniste Serve di Maria (C.S.M.))
- Casa «Shalom» (Suore di Gesù Redentore (S.G.R.))
- Istituto «Sant’Elisabetta» (Suore Francescane Elisabettine «Bigie» (S.F.E.B.))
- Istituto San Giuseppe (Suore delle Divine Vocazioni – Vocazioniste (S.D.V.))
- Casa di Riabilitazione «Comunità Capodarco»
- Casa di Riposo «Villa Paola»
- Centro Comunitario «Gesù Risorto» (Comunità di Capodarco) – Aggregazione Ecclesiale
- Associazione "Confraternita di S. Maria Regina dello Statuario e S. Ignazio di Antiochia" – Associazione di Fedeli